# Ростовцев Павло Олександрович
Павло Олександрович Ростовцев (21 вересня 1971, Гусь-Хрустальний, Владимирська область, РРФСР, СРСР) — російський біатлоніст, віце-чемпіон Олімпійських ігор в Турині, триразовий чемпіон світу з біатлону, володар малого кришталевого глобусу в заліку індивідуальних гонок 1999 року

## Виступи на Олімпійських іграх
| Рік  | Міце проведення | Інд | Спр | Пр | МС | Ест |
| 2002 | Солт-Лейк-Сіті  | 6   | 6   | 5  |    | 4   |
| 2006 | Турин           | 13  |     |    |    | 2   |

## Виступи на Чемпіонатах світу
| Рік  | Міце проведення | Інд | Спр | Пр | МС | Ест | ЗМ |
| 1997 | Брезно-Осрбліє  |     | 29  | 16 |    | 8   |    |
| 1999 | Контіолахті     |     | 51  | 35 |    | 2   |    |
| 1999 | Осло            | 7   |     |    |    |     |    |
| 2000 | Осло            | 14  | 2   | 2  | 2  |     |    |
| 2000 | Лахті           |     |     |    |    | 1   |    |
| 2001 | Поклюка         | 8   | 1   | 1  | 14 | 4   |    |
| 2003 | Ханти-Мансійськ | 14  | 63  |    | 23 | 2   |    |
| 2004 | Обергоф         | 16  |     |    |    |     |    |
| 2005 | Гохфільцен      | 47  |     |    |    | 2   |    |

## Кар'єра в Кубку світу
- Дебют в кубку світу — 18 січня 1996 року в індивідуальній гонці в Осрбліє — 9 місце.
- Перше попадання в залікову зону — 18 січня 1996 року в індивідуальній гонці в Осрбліє — 9 місце.
- Перше попадання до квіткового подіуму — 20 січня 1996 року в спринті в Осрбліє — 4 місце.
- Перше попадання на подіум — 30 листопада 1996 року в спринті в Ліллегаммері — 3 місце.
- Перша перемога — 21 грудня 1997 року в естафеті в Контіолахті — 1 місце.
- Останній виступ — 26 березня 2006 року в мас-старті в Осло — 22 місце.

## Призові місця в Кубках світу
За свою 10-ти річну кар'єру виступів на етапах Кубка світу з біатлону Павло 39 разів підіймався на подіум пошани, з них 10 разів на найвищу сходинку. Найвищої ж позиції в загальному заліку йому вдалося досягти у сезоні 2001-2002 - 2 місце.
| №  | Позиція | Дисципліна           | Етап        | Місце проведення |
| -- | ------- | -------------------- | ----------- | ---------------- |
| 1  | 1       | естафета             | 1997/98 - 3 | Контіолахті      |
| 2  | 1       | індивідуальна гонка  | 1998/99 - 2 | Брезно-Осрбліє   |
| 3  | 1       | естафета             | 1998/99 - 6 | Лейк-Плесід      |
| 4  | 1       | естафета             | 1999/00 - 6 | Антхольц         |
| 5  | 1       | індивідуальна гонка  | 2001/02 - 3 | Поклюка          |
| 6  | 1       | спринт               | 2001/02 - 4 | Обергоф          |
| 7  | 1       | гонка переслідування | 2001/02 - 4 | Обергоф          |
| 8  | 1       | гонка переслідування | 2001/02 - 7 | Естерсунд        |
| 9  | 1       | естафета             | 2002/03 - 3 | Брезно-Осрбліє   |
| 10 | 1       | естафета             | 2002/03 - 4 | Обергоф          |
| 11 | 2       | гонка переслідування | 1996/97 - 1 | Ліллегаммер      |
| 12 | 2       | спринт               | 1996/97 - 5 | Руполдінг        |
| 13 | 2       | естафета             | 1998/99 - 4 | Руполдінг        |
| 14 | 2       | спринт               | 1999/00 - 2 | Поклюка          |
| 15 | 2       | естафета             | 1999/00 - 2 | Поклюка          |
| 16 | 2       | гонка переслідування | 1999/00 - 7 | Естерсунд        |
| 17 | 2       | мас-старт            | 1999/00 - 9 | Ханти-Мансійськ  |
| 18 | 2       | спринт               | 2000/01 - 2 | Поклюка          |
| 19 | 2       | гонка переслідування | 2001/02 - 2 | Поклюка          |

| №  | Позиція | Дисципліна           | Етап        | Місце проведення |
| -- | ------- | -------------------- | ----------- | ---------------- |
| 20 | 2       | естафета             | 2002/03 - 1 | Естерсунд        |
| 21 | 2       | мас-старт            | 2002/03 - 6 | Антхольц         |
| 22 | 2       | спринт               | 2002/03 - 8 | Осло             |
| 23 | 2       | естафета             | 2002/03 - 8 | Осло             |
| 24 | 2       | естафета             | 2005/06 - 1 | Естерсунд        |
| 25 | 2       | естафета             | 2005/06 - 2 | Гохфільцин       |
| 26 | 2       | естафета             | 2005/06 - 4 | Обергоф          |
| 27 | 3       | спринт               | 1996/97 - 1 | Ліллегаммер      |
| 28 | 3       | естафета             | 1996/97 - 3 | Осло             |
| 29 | 3       | естафета             | 1997/98 - 4 | Руполдінг        |
| 30 | 3       | спринт               | 1998/99 - 1 | Гохфільцин       |
| 31 | 3       | гонка переслідування | 1998/99 - 2 | Брезно-Осрбліє   |
| 32 | 3       | естафета             | 1999/00 - 5 | Руполдінг        |
| 33 | 3       | мас-старт            | 2000/01 - 6 | Антхольц         |
| 34 | 3       | естафета             | 2000/01 - 6 | Антхольц         |
| 35 | 3       | гонка переслідування | 2000/01 - 7 | Лейк-Плесід      |
| 36 | 3       | естафета             | 2001/02 - 5 | Руполдінг        |
| 37 | 3       | гонка переслідування | 2001/02 - 5 | Руполдінг        |
| 38 | 3       | естафета             | 2001/02 - 2 | Поклюка          |
| 39 | 3       | естафета             | 2004/05 - 4 | Обергоф          |

## Загальний залік в Кубку світу
- 1995-1996 — 37-е місце (39 очок)
- 1996-1997 — 17-е місце (146 очок)
- 1997-1998 — 41-е місце (43 очки)
- 1998-1999 — 6-е місце  (331 очко)
- 1999-2000 — 4-е місце  (385 очок)
- 2000-2001 — 4-е місце  (713 очок)
- 2001-2002 — -е місце  (720 очок)
- 2002-2003 — 12-е місце (366 очок)
- 2003-2004 — 38-е місце (115 очок)
- 2004-2005 — 80-е місце (11 очок)
- 2005-2006 — 26-е місце (234 очки)